# ミツマタ

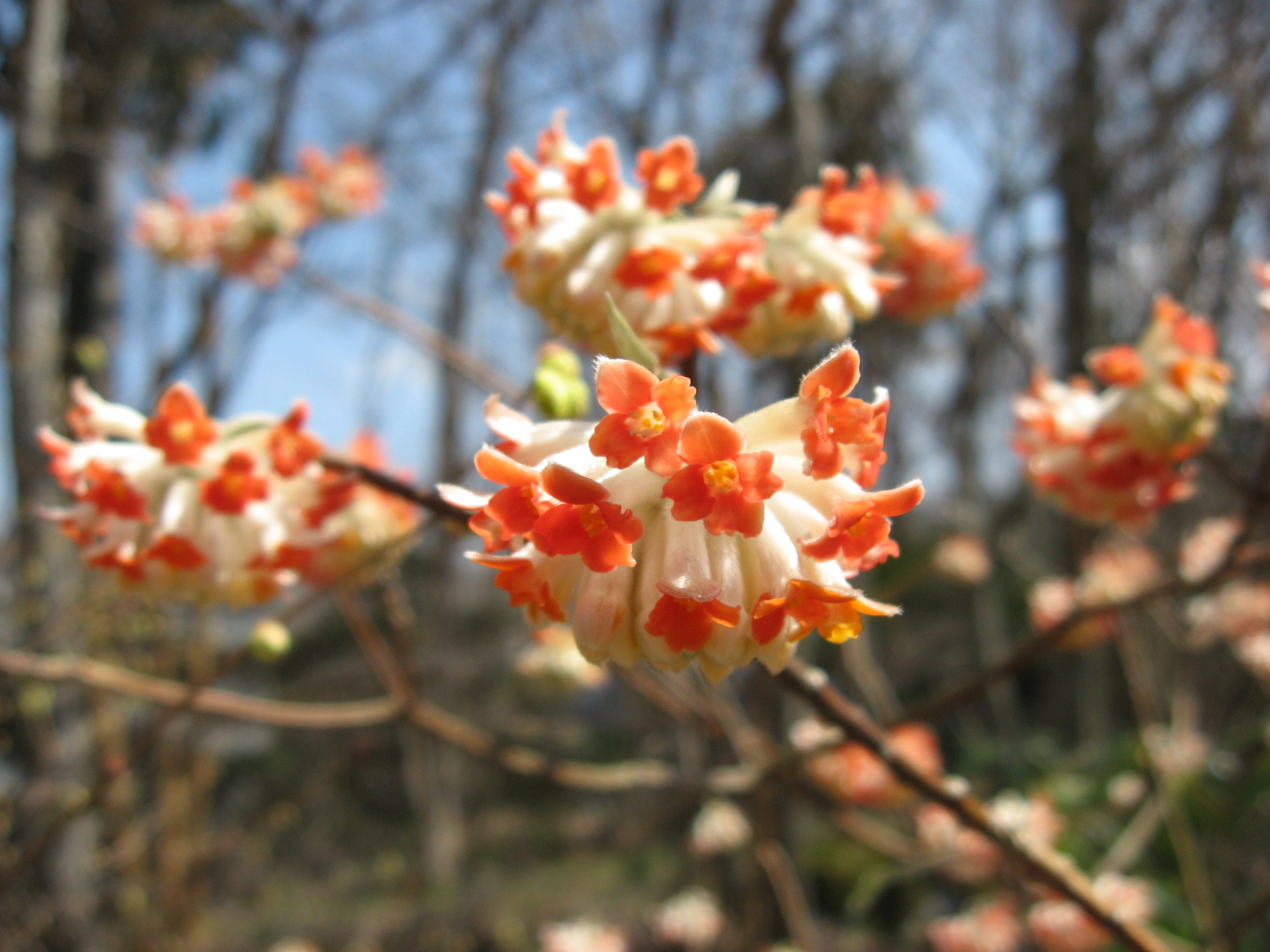
アカバナミツマタ

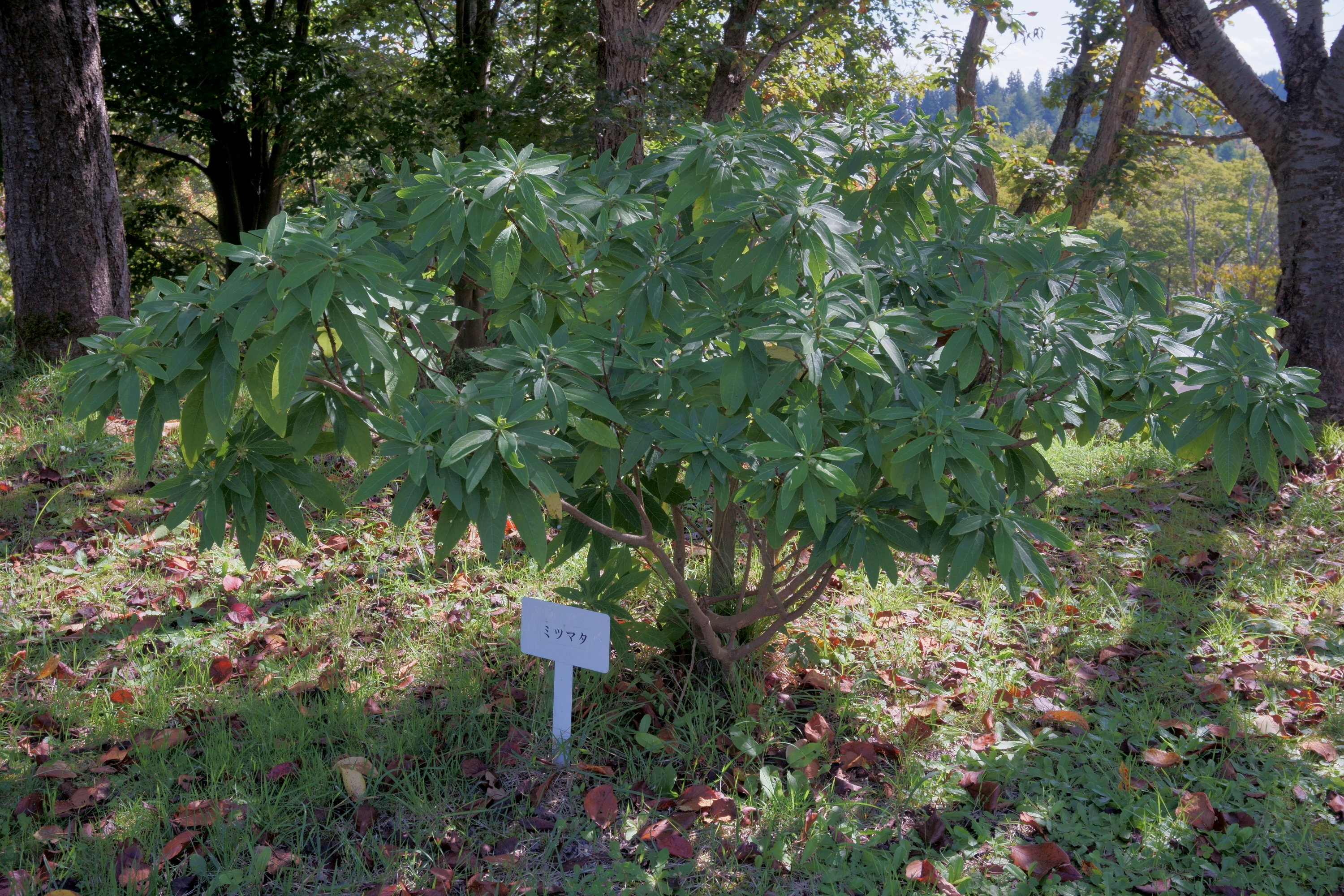
ミツマタの木

ミツマタ（三椏、学名: Edgeworthia chrysantha）は、冬になれば葉を落とす落葉性の低木であり、ジンチョウゲ科のミツマタ属に属する。中国中南部・ヒマラヤ地方が原産地とされる。3月から4月ごろにかけて、三つ叉（また）に分かれた枝の先に黄色い花を咲かせる。一年枝の樹皮は和紙や紙幣の原料として用いられる。

## 名称
ミツマタは、その枝が必ず三叉、すなわち三つに分かれる持ち前があるために「ミツマタ」と名付けられた。三枝、三又とも書く。中国語では「結香」（ジエシアン）と称している。
園芸種では、オレンジ色から朱色の花を付けるものもあり、赤花三椏（あかばなみつまた）と称する。

## 特徴
中国中西部から南部、ヒマラヤの原産。中国、ヒマラヤ、東南アジアに分布する。人の手によって、庭木などとしても植えられ、和紙や紙幣の原料として栽培もされている。
落葉広葉樹の低木で、樹高は1 - 3メートルになる。幹は株立ち状になり、枝が必ず三つ叉状に分かれるのが特徴で、枝が横に広がる樹形となる。樹皮は灰褐色で滑らか。一年枝は紫褐色で、7月ごろに新芽が3つに分かれて枝が伸び始める。葉は互生で、葉身が長さ8 - 15センチメートルの広披針形。
花期は3 - 4月。葉が出る前に、花が球状に集まった黄色の頭花を枝先につけて、下向きに咲かせ甘い芳香を放つ。花には花弁がなく、筒状で先端が4裂した萼筒がつき、外側に白い細かい毛が密生して、内側が黄色い。果期は7月。冬芽は葉芽、花芽ともに裸芽で、白色の産毛が密生する。花芽は丸く、多数の花蕾が下向きにつく。葉痕は半円形で枝先の表面から突き出し、維管束痕が1個つく。

## 利用
樹皮は繊維質が強く、和紙の原料、特に日本紙幣の原料として重要である。和紙はミツマタやコウゾなどの切り株から、約1年で生育する枝の繊維を原料としており、ミツマタで漉いた和紙は、こすれや折り曲げに強い特徴がある。手漉き和紙業界でも、野生だけで供給量の限定されたガンピの代用原料として栽培し、現代の手漉き和紙では、コウゾに次ぐ主要な原料となっている。現代の手漉き鳥の子和紙ふすま紙は、ミツマタを主原料としている。
徳島県では、通常は廃棄されるミツマタの幹を使った木炭とそれを成分とした石鹸が製造されている。ネパールのミツマタは、ヒマラヤ山脈の麓・標高2,000m以上の高地で栽培され、冬に収穫・加工し、対日輸出は『官報』販売などを行う企業かんぽう（大阪市）が支援している。

### 和紙への利用史
ミツマタが中国から和紙の原料として日本へ渡来したのは、慶長年間（1596年 - 1615年）とされ、和紙の原料として登場するのは、16世紀（戦国時代）になってからであるとするのが一般的である。しかし、『万葉集』にも度々登場する良く知られたミツマタが、和紙の原料として使われなかったはずがないという説がある。
平安時代の貴族たちに詠草（えいそう）料紙として愛用された斐紙（雁皮紙、美紙ともいう）の原料である雁皮（ガンピ）も、ミツマタと同じジンチョウゲ科に属する。古い時代には、植物の明確な識別が曖昧で混同することも多かったために、雁皮紙だけでなく、ミツマタを原料とした紙も斐紙（ひし）と総称されて、近世まで文献に紙の原料としてのミツマタという名がなかった。後に植物の知識も増え、製紙技術の高度化により、ガンピとミツマタを識別するようになったとも考えられる。
「みつまた」が紙の原料として表れる最初の文献は、徳川家康がまだ将軍になる前の慶長3年（1598年）に、伊豆修善寺にいた製紙工の文左右衛門にミツマタの使用を許可した黒印状である。当時は公用の紙を漉くための原料植物の伐採は、特定の許可を得たもの以外は禁じられていた。
豆州ニテハ　鳥子草、カンヒ　ミツマタハ　何方ニ候トモ  修善寺文左右衛門  ヨリ外ニハ切ルヘカラス
（伊豆においては、鳥子草、ガンピ、ミツマタは、どこにあっても修善寺文左右衛門以外は切ってはならない）
とある。「カンヒ」は、ガンピのことで、他にミツマタ、鳥子草の使用が許可されている。「鳥子草」とは、ガンピ、ミツマタと同じジンチョウゲ科のオニシバリのことであると言う説がある。
天保7年（1836年）稿の大蔵永常『紙漉必要』には、ミツマタについて「常陸、駿河、甲斐の辺りにて専ら作りて漉き出せり」とある。武蔵の中野島付近で漉いた和唐紙は、このミツマタが主原料であった。佐藤信淵の『草木六部畊種法』には、
三又木の皮は　性の弱きものなるを以て　其の紙の下品なるを　なんともすること無し
として、コウゾ（楮）と混合して用いることを勧めている。
明治になって、政府はガンピを使い紙幣を作ることを試みた。ガンピの栽培が困難であるため、栽培が容易なミツマタを原料として研究。明治12年（1879年）、大蔵省印刷局（現・国立印刷局）抄紙部で苛性ソーダ煮熟法を活用することで、日本の紙幣に使用されるようになっている。国立印刷局に納める「局納みつまた」は、2005年の時点で島根県、岡山県、高知県、徳島県、愛媛県、山口県の6県が生産契約を結んで生産されており、納入価格は山口県を除く5県が毎年輪番で印刷局長と交渉をして決定された。しかし、生産地の過疎化や農家の高齢化、後継者不足により、2005年度以降は生産量が激減し、2016年の時点で使用量の約9割はネパールや中国から輸入されたものであった。国内では岡山県、徳島県、島根県の3県だけで生産されており、出荷もこの3県の農協に限定された。
生産農家の減少などで、ミツマタの価格は2018年に30キログラムあたり9万5400円と過去最高水準まで上昇した（国立印刷局による）。2024年度の新紙幣発行を視野に、耕作放棄地など徳島県山間部でミツマタを新たに栽培する動きもある。ネパールでは日本の企業による貧困対策としてミツマタ栽培が行われており、国際協力機構も協力して栽培された物が日本に輸入されている。
ミツマタは栽培植物の中では鹿による食害が比較的少ないという。

## 耐用年数
平成20年度税制改正において、法人税等の「減価償却資産の耐用年数等に関する省令」が改正され、別表第四「生物の耐用年数表」によれば平成20年4月1日以後開始する事業年度にかかるミツマタの法定耐用年数は5年となった。

## 文学
ミツマタの花言葉は、「肉親の絆」「意外な思い」とされる。
初春の3月から4月にかけて黄色い花を咲かせることから、「ミツマタの花」は日本においては仲春（啓蟄〔3月6日頃〕から清明の前日〔4月4日頃〕まで）の季語とされている。
古代には「サキクサの」という言葉が「三つ」という言端（ことば）に係る枕詞とされており、枝が三つに分かれるミツマタは昔は「サキクサ」と呼ばれていたと考えられている。そう名付けられた理由としては、ミツマタはあたかも春を告げるかのごとく一足先に淡い黄色の花を一斉に咲かせるため、それゆえに「先草（サキクサ）」と呼ばれたのだとの考えがある。ただし、他にもミツマタが縁起の良い吉兆の草とされていたため「幸草（サキクサ）」と呼ばれたのだとも言われる。最も古い用例である万葉歌人・柿本人麻呂が詠んだ和歌では、
 春されば まず三枝の 幸くあれば 後にも逢む な恋ひそ吾妹
（春になればまず先に咲く「サキ」クサのように「幸〔さき〕」く〔つつが無く〕あることが出来たならば、のちにまた会いましょう。恋しがらないでください、わが愛しい人よ）—柿本人麻呂、『万葉集』10巻-1895
とあり、三枝（さきくさ）という言端の元が「先草（サキクサ）」とも「幸草（サキクサ）」とも とれる表現となっている。